# Oxypoda nevadensis
Oxypoda nevadensis är en skalbaggsart som beskrevs av Thomas Casey 1906. Oxypoda nevadensis ingår i släktet Oxypoda och familjen kortvingar. Inga underarter finns listade i Catalogue of Life.